# Filipp Danilovich Gorelenko

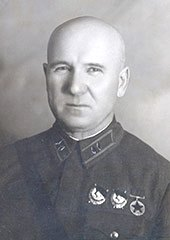

Filipp Danilovich Gorelenko (tiếng Nga: Филипп Данилович Гореленко, Cherkasy Raion, 25 tháng 11 năm 1888  – Leningrad, 25 tháng 1 năm 1956) là một trung tướng, anh hùng quân đội Liên Xô.

## Tiểu sử
Ông được sinh ra trong một gia đình nông dân tại làng Ilyinka, nay thuộc quận Kushchevsky của Lãnh thổ Krasnodar.
Ông phục vụ trong Quân đội Đế quốc Nga từ năm 1909, tốt nghiệp đội huấn luyện của Trung đoàn bộ binh số 6 Libavsky (1911). Kể từ thời điểm đó, ông phục vụ và chiến đấu trong cùng một trung đoàn, tham gia Chiến tranh thế giới thứ nhất. Chức vụ cuối cùng trong đội quân cũ là chánh văn phòng chỉ huy sân khấu của quân đoàn 31.
Ông tham gia Hồng quân Liên Xô từ tháng 11 năm 1917, đã chiến đấu trên các mặt trận Tây, Nam, Đông Nam và Kavkaz.
Từ tháng 2 năm 1921 đến tháng 10 năm 1924, F.D. Gorelenko làm việc ở nhiều vị trí trong Quân khu Bắc Kavkaz. Tháng 10 năm 1924, ông được điều động đến Quân khu Moskva. Từ tháng 6 năm 1937 được điều về Quân khu Leningrad làm tư lệnh quân đoàn súng trường số 50 của Quân đoàn 7
Từ ngày 11 tháng 11 năm 1939, quân đoàn của ông tham gia cuộc chiến tranh Liên Xô-Phần Lan. Quân đoàn hoạt động ở phần phía tây và phía đông của eo đất Karelia, tiến dọc theo bờ biển phía tây của Hồ Ladoga. Giữa tháng 12 năm 1939, ông lại được điều động về phía Tây eo đất, theo hướng tấn công chủ lực của Tập đoàn quân 7. Vào tháng 2 năm 1940, các đơn vị quân đoàn đã đột phá Phòng tuyến Mannerheim và cùng với Quân đoàn súng trường số 34 và các đơn vị quân đội, đánh chiếm thành phố Vyborg. Vì chỉ huy quân đoàn khéo léo và vì lòng dũng cảm cá nhân, ngày 21 tháng 3 năm 1940, F.D. Gorelenko đã được trao tặng danh hiệu Anh hùng Liên Xô. Ông trở thành tư lệnh quân đoàn duy nhất được trao danh hiệu này trong cuộc chiến. Từ tháng 7 năm 1940, ông làm Phó Tư lệnh Quân khu Leningrad. Từ ngày 28 tháng 1 năm 1941 F. D. Gorelenko chỉ huy tập đoàn quân số 7 tại quân khu Leningrad.
Kể từ đầu cuộc Chiến tranh Vệ quốc vĩ đại, ông ở cùng một vị trí. Từ ngày 1 tháng 7 năm 1941, các đạo quân ở mặt trận phía Bắc và sau đó là Karelia đã đánh các trận phòng ngự chống lại quân Phần Lan ở Karelia. Các đội hình cánh trái của quân đội, được triển khai trên một mặt trận rộng, đã buộc phải rút lui dưới những đòn tấn công của lực lượng vượt trội của đối phương đến tuyến sông Svir giữa Hồ Ladoga và Onega. Vào ngày 24 tháng 9 năm 1941, sau khi để các đơn vị đối phương vượt sông, F. D. Gorelenko đã bị cách chức vì "không đảm đương được việc chỉ huy Tập đoàn quân số 7" và bị giáng xuống làm Phó tư lệnh cùng quân đoàn. Vào ngày 25 tháng 9 năm 1941, đơn vị của ông được đổi tên thành binh đoàn biệt động số 7 với sự phụ thuộc trực tiếp của Bộ chỉ huy tối cao. Tư lệnh Kirill Afanasievich Meretskov đã nói về F. D. Gorelenko như sau: "Tôi đánh giá cao anh ấy không chỉ vì là một nhà lãnh đạo quân sự giỏi, mà còn là một người thông minh, có chút gian xảo, rất tính toán và dũng cảm." Ngày 9 tháng 11 năm 1941, ông lại giữ chức Tư lệnh Tập đoàn quân 7. Từ ngày 4 tháng 7 năm 1942 cho đến khi chiến tranh kết thúc, F.D. Gorelenko là chỉ huy của Tập đoàn quân 32 thuộc Phương diện quân Karelia, lực lượng bảo vệ biên giới trên các hướng Medvezhyegorsk và Massel cho đến cuối tháng 5 năm 1944. Vào tháng 6 - đầu tháng 8, đơn vị của ông tham gia chiến dịch tấn công Svir-Petrozavodsk. F. D. Gorelenko đã khéo léo chỉ huy các đơn vị trong cuộc đột phá phòng thủ cụm tác chiến Massel của quân Phần Lan, cùng với đội hình của Tập đoàn quân số 7 và lực lượng đổ bộ của đội quân Onega giải phóng thành phố Petrozavodsk. Ngày 27 tháng 7 năm 1944, tại khu vực phía đông khu định cư Longonvar, Tập đoàn quân 32 là đơn vị đầu tiên của Phương diện quân Karelian tiến đến biên giới Liên Xô và Phần Lan. Trong cuộc hành quân này, F.D. Gorelenko đã thể hiện sự vững vàng và quyết đoán trong chỉ huy quân đội khi chọc thủng hàng phòng ngự hùng hậu của địch với việc ép các chướng ngại vật nước trong điều kiện địa hình hiểm trở, cực kỳ hạn chế sử dụng việc sử dụng quân xe tăng. Hoạt động của Tập đoàn quân 32 được đặc trưng bởi sự tương tác chặt chẽ của các đơn vị.
Sau chiến tranh, kể từ tháng 12 năm 1945 Gorelenko làm trợ lý chỉ huy quân khu Bạch Hải. Kể từ tháng 11 năm 1949 là Chủ tịch Ủy ban Cộng hòa DOSARM của SSR Karelo-Phần Lan. Được bầu làm phó Xô Viết tối cao của các cuộc triệu tập SSR I-III của Karelo-Phần Lan (1947-1956).
Từ năm 1951, ông nghỉ hưu. Ông mất ngày 25 tháng 1 năm 1956 tại Leningrad.
Tên của F.D. Gorelenko được đặt cho trường Suoyarvi (thành phố Suoyarvi, Cộng hòa Karelia), trong tòa nhà đặt trụ sở của Tập đoàn quân 7 vào mùa hè năm 1941.
Ở Petrozavodsk, một con phố được đặt theo tên của Tướng Gorelenko.

## Lịch sử thụ phong quân hàm
- Hạ sĩ quan cấp dưới (1911)
- Trung sĩ (1915)
- Trung đoàn trưởng (Kombrig) (29/11/1935)
- Sư đoàn trưởng (4/11/1939)
- Komkor (21/03/1940)
- Trung tướng (06/04/1940)